# Tatort: Stille Tage
Stille Tage ist ein Fernsehfilm aus der Kriminalreihe Tatort der ARD und des ORF. Der Film wurde unter der Regie von Thomas Jauch von Radio Bremen in Kooperation mit dem WDR produziert und am 21. Mai 2006 im Programm Das Erste zum ersten Mal gesendet. Für Kriminalhauptkommissarin Inga Lürsen (Sabine Postel) ist es der 15. Fall, in dem sie ermittelt, und für Kriminalkommissar Stedefreund (Oliver Mommsen) der 10. Fall, den er zusammen mit Inga Lürsen zu lösen hat.
In dieser 632. Tatort-Folge hat das Ermittlerteam den Mord an einer Frau aufzuklären, den der Ehemann eiskalt geplant und sehr präzise durchgeführt hat. Nur mit einer List kann Lürsen den Täter zu einem Geständnis bewegen.

## Handlung
Manfred Schirmer meldet sich bei der Polizei, da seine Frau verschwunden sei und er ein Verbrechen befürchtet. Hauptkommissarin Lürsen und ihr Partner Stedefreund, nehmen den aufgebrachten Mann zunächst nicht allzu ernst, denn die verschwundene Frau wollte womöglich einfach gar nicht nach Hause zurückkehren. Nach Hinweisen aus dem Umfeld der Schirmers hatte die Ehefrau bereits vor einigen Jahren schon einmal aus der Ehe ausbrechen wollen. Doch als in Bremen tatsächlich eine Frauenleiche gefunden wird, die vom Ehemann als Anne Schirmer identifiziert wird, müssen sie den Fall ernst nehmen und den Mörder finden.
Ein Hinweis führt zu Hartmut Klemme, einem Emu-Züchter, der zum Kreis der Nachbarn der Schirmers zählt. Da er sich in Widersprüche verstrickt und der Schmuck von Anne Schirmer in seinem Haus gefunden wird, wird er unter Mordverdacht festgenommen. Obwohl er die Tat nach längerem Verhör einräumt, widerruft er sein Geständnis am nächsten Tag. Er hätte die Frau nur tot aufgefunden und ihren Schmuck an sich genommen.
Lürsen erhält von Schirmers Nachbarin Barbara Scheuven, die offensichtlich in Manfred verliebt ist, diverse Hinweise auf männliche Bekannte des Opfers und auf Vorfälle in der Ehe. Den Recherchen nach hatte Anne Schirmer mit ihrem Fitnesstrainer ein Verhältnis. Dessen Alibi lässt ihn als Täter ausscheiden, doch nährt das Lürsens Verdacht gegen den Ehemann, mit dem sie sich gerade auf eine Affäre eingelassen hatte. Als er herausfindet, dass sie gegen ihn ermittelt, lernt sie seine jähzornige Seite kennen.
Kurzfristig gerät Barbara Scheuven in Verdacht, die mit dem Mord endlich frei Bahn bei Schirmer gehabt hätte. Als Lürsen und Stedefreund sie befragen wollen, ist sie verschwunden. Auf der Suche nach ihr finden sie Blutspuren und sie verdächtigen Schirmer auch sie möglicherweise umgebracht zu haben. Doch sie taucht unversehrt wieder auf und Lürsen ist klar, dass sie mit dem Verschwinden der Nachbarin auf eine falsche Fährte gelockt werden sollten. Aber sie hat keine Beweise gegen ihn. So greift sie zu einer List und entlockt Schirmer unfreiwillig das Geständnis, indem sie Barbara Scheuven so eifersüchtig macht, dass sie zugibt von dem Mord zu wissen, sodass Schirmer daraufhin einknickt.

## Hintergrund
Der Film wurde vom Radio Bremen und Bremedia in Kooperation mit dem WDR produziert. Drehorte waren Bremen, Bremerhaven und die Umgebung von Bremen.

## Rezeption

### Einschaltquoten
Die Erstausstrahlung von Stille Tage am 21. Mai 2006 wurde in Deutschland insgesamt von 7,35 Millionen Zuschauern gesehen und erreichte einen Marktanteil von 21,4 Prozent für Das Erste.

### Kritik
Die Kritiker der Fernsehzeitschrift TV-Spielfilm beurteilen diesem Tatort als: „Stimmungsvolles Krimidrama über Liebe, Angst und Eifersucht.“ Fazit: „Stiller Psychokrimi: Emotion statt Action.“